# Неманя Коїч
Неманя Коїч (серб. Немања Којић; нар. 3 лютого 1990, Лозниця, Сербія) — сербський футболіст, нападник клубу Першої футбольної ліги Республіки Сербської «Звієзда 09». Виступав за молодіжну збірну Сербії.

## Клубна кар'єра

### «Рад»
Народився в Лозниці, у 2003 році приєднався до молодіжної академії «Рад». На дорослому рівні дебютував у Першій лізі Сербії 2006/07, в якій провів три матчі. У травні 2008 року зламав ногу в поєдинку проти «Севойно», через що пропустив увесь сезон 2008/09 років. 2 травня 2010 року відзначився своїм першим голом у професіональній кар'єрі, у переможному (1:0) домашньому матчі проти «Ягодини». 30 червня 2011 року відзначився голом та трьома результативними передачі у переможному (6:0) домашньому поєдинку першого кваліфікаційного раунду Ліги Європи проти «Тре Пенне». Тиждень по тому двічі забив у переможному (3:1) виїзному матчі-відповіді проти «Тре Пенне». 19 серпня 2012 року відзначився двома голами у виїзному матчі проти «Црвени Звезди» (2:2). Ще одним дублем відзначився 1 вересня 2012 року в переможному (3:2) виїзному матчі чемпіонату проти «Спартака» (Суботиця).

### «Партизан»
3 лютого 2013 року, у свій 23-й день народження, разом із Предрагом Лукою перейшов у «Партизан». Обидва гравці підписали контракти на три з половиною роки. Дебютував за «Партизан» 2 березня 2013 року у матчі проти «Доні Срем». Чотири дні потому відзначився першим дублем за «Партизан» у переможному (4:0) виїзному матчі проти «Борчи».
26 квітня 2014 року на 90-й хвилині відзначився переможним голом в домашньому матчі белградського дербі проти «Црвени Звезди» (2:1). 3 травня 2014 року відзначився хет-триком у переможному (5:0) виїзному поєдинку проти «Доні Срема». Завершив сезон з вісьмома голами найкращим бомбардиром клубу.

### «Газіантеп»
У серпні 2016 року приєднався до клубу другого дивізіону турецького чемпіонату «Газіантеп», з яким підписав 3-річний контракт й отримав футболку з 36-м ігровим номером.

### «Раднички» (Ниш)
15 лютого 2017 року повернувся на батьківщину і підписав контракт з «Радничками» (Ниш) до завершення сезону 2016/17 року.

### «Ордабаси»
У 2018 році виступав за «Ордабаси» в Прем'єр-лізі Казахстану.

### «Токіо Верді»
16 січня 2019 року Токіо Верді оголосив про підписання Немані Коїча. У серпні того ж року розірвав контракт і покинув клуб.

### Подальша кар'єра
Після цього повернувся на батьківщину, де виступав у Суперлізі Сербії «Напредак» (Крушевац) та «Раднички» (Ниш). Під час весняної частини сезону 2020/21 років переїхав до Албанії, де виступав у футболці представника місцевої Суперліги «Бюліс». На початку сезону 2021/22 років спочатку був гравцем чорногорського «Дечича», після чого до кінця календарного 2021-го року виступав за індонезійський «ПСС Слеман». У жовтні 2022 року підписав контракт із представником Першої ліги Республіки Сербської «Звієзда 09».

## Кар'єра в збірній
У 2007 році виступав за юнацьку збірну Сербії (U-19).
Неманя був основним гравцем молодіжної збірної Сербії у кваліфікації чемпіонату Європи 2013 року.

## Статистика виступів

### Клубна
Станом на 3 квітня 2021
| Клуб              | Сезон             | Ліга                    | Ліга  | Ліга | Нац. кубок | Нац. кубок | Кубок ліги | Кубок ліги | Конт. кубок | Конт. кубок | Інші  | Інші | Загалом | Загалом |
| Клуб              | Сезон             | Дивізіон                | Матчі | Голи | Матчі      | Голи       | Матчі      | Голи       | Матчі       | Голи        | Матчі | Голи | Матчі   | Голи    |
| ----------------- | ----------------- | ----------------------- | ----- | ---- | ---------- | ---------- | ---------- | ---------- | ----------- | ----------- | ----- | ---- | ------- | ------- |
| «Рад»             | 2006–07           | Перша ліга Сербії       | 3     | 0    | 0          | 0          | —          | —          | —           | —           | —     | —    | 3       | 0       |
| «Рад»             | 2007–08           | Перша ліга Сербії       | 5     | 0    | 1          | 0          | —          | —          | —           | —           | —     | —    | 6       | 0       |
| «Рад»             | 2008–09           | Суперліга Сербії        | 0     | 0    | 0          | 0          | —          | —          | —           | —           | —     | —    | 0       | 0       |
| «Рад»             | 2009–10           | Суперліга Сербії        | 7     | 1    |            |            | —          | —          | —           | —           | —     | —    | 7       | 1       |
| «Рад»             | 2010–11           | Суперліга Сербії        | 27    | 3    | 1          | 0          | —          | —          | —           | —           | —     | —    | 28      | 3       |
| «Рад»             | 2011–12           | Суперліга Сербії        | 25    | 4    | 0          | 0          | —          | —          | 4           | 4           | —     | —    | 29      | 8       |
| «Рад»             | 2012–13           | Суперліга Сербії        | 15    | 5    | 3          | 1          | —          | —          | —           | —           | —     | —    | 18      | 6       |
| «Рад»             | Загалом           | Загалом                 | 82    | 13   | 5          | 1          | -          | -          | 4           | 4           | -     | -    | 91      | 18      |
| «Партизан»        | 2012–13           | Суперліга Сербії        | 13    | 6    | 0          | 0          | —          | —          | 0           | 0           | —     | —    | 13      | 6       |
| «Партизан»        | 2013–14           | Суперліга Сербії        | 15    | 7    | 2          | 1          | —          | —          | 3           | 0           | —     | —    | 20      | 8       |
| «Партизан»        | 2014–15           | Суперліга Сербії        | 13    | 2    | 5          | 0          | —          | —          | 3           | 0           | —     | —    | 21      | 2       |
| «Партизан»        | 2015–16           | Суперліга Сербії        | 1     | 1    | 0          | 0          | —          | —          | 0           | 0           | —     | —    | 1       | 1       |
| «Партизан»        | Загалом           | Загалом                 | 42    | 16   | 7          | 1          | -          | -          | 6           | 0           | -     | -    | 55      | 17      |
| «Газіантеп»       | 2015–16           | Перша ліга Туреччини    | 29    | 9    | 0          | 0          | —          | —          | —           | —           | —     | —    | 29      | 9       |
| «Газіантеп»       | 2016–17           | Перша ліга Туреччини    | 16    | 3    | 0          | 0          | —          | —          | —           | —           | —     | —    | 16      | 3       |
| «Газіантеп»       | Загалом           | Загалом                 | 45    | 12   | 0          | 0          | —          | —          | —           | —           | —     | —    | 45      | 12      |
| «Раднички» (Ниш)  | 2016–17           | Суперліга Сербії        | 16    | 3    | 0          | 0          | —          | —          | 0           | 0           | —     | —    | 16      | 3       |
| «Істанбулспор»    | 2017–18           | Перша ліга Туреччини    | 25    | 4    | 1          | 0          | —          | —          | —           | —           | —     | —    | 26      | 4       |
| «Ордабаси»        | 2018              | Прем'єр-ліга Казахстану | 13    | 3    | 0          | 0          | —          | —          | —           | —           | —     | —    | 13      | 3       |
| «Токіо Верді»     | 2019              | Джей-ліга 2             | 10    | 2    | 0          | 0          | —          | —          | —           | —           | —     | —    | 10      | 2       |
| Усього за кар'єру | Усього за кар'єру | Усього за кар'єру       | 212   | 50   | 13         | 2          | -          | -          | 10          | 4           | -     | -    | 219     | 56      |

## Досягнення
«Партизан»
- Суперліга Сербі]
  -  Чемпіон (2): 2012/13, 2014/15